# Pavel Bosák
Pavel Bosák (Aš, 27 aprile 1982) è un ex cestista ceco.